# Andreu Mas-Colell
Andreu Mas-Colell (Barcelona, 29 de junio de 1944) es un político y economista español experto en microeconomía. Es fundador de la Barcelona Graduate School of Economics (Barcelona GSE) y profesor del Departamento de Economía de la Universidad Pompeu Fabra de Barcelona. Fue responsable de Economía en el Gobierno de la comunidad autónoma de Cataluña.

## Biografía
Su padre fue Andrés Mas Sivera, alicantino afincado en Barcelona, fundador de una ferretería industrial. https://www.ferreteriacolell.es/quienes-somos
Su madre, Maria Colell, nació en Barcelona. Se casó con Esther Silberstein, profesora de matemáticas, nacida en Chile. con quien tuvo tuvo tres hijos.

## Trayectoria
Se afilió al PSUC y fue detenido en 1962 (10 días) y en 1964 (30 días). Estudió Ciencias Económicas inicialmente en la Universidad de Barcelona, de la que fue expulsado el 4 de mayo de 1966 tras participar el 18 de abril en unos disturbios en su facultad, tras lo cual se trasladó a la Universidad de Valladolid, donde obtuvo su licenciatura en 1966. Seguidamente continuó sus estudios en la Universidad de Minnesota, donde se doctoró en 1972.
Trabajó como profesor en la Universidad de Berkeley del 1972 al 1981. En 1988 obtuvo la primera cátedra de Economía Louis Berkman de la Universidad de Harvard, puesto que desempeñó hasta 1995, cuando se trasladó a la Universidad Pompeu Fabra, donde imparte clases en la actualidad.
Es uno de los grandes microeconomistas actuales. Es coautor junto a Michael Whinston y Jerry Green de Microeconomic Theory (1995), que es el manual sobre microeconomía de referencia en todo el mundo. Sus trabajos científicos han girado en torno al equilibrio general neo-walrasiano.
En 1993 fue presidente de la Econometric Society. Ha sido editor, entre otras, de la revista científica Econometrica (la más influyente dentro de la economía, junto a American Economic Review), entre 1988 y 1992, y en 1988 obtuvo el Premio Rey Juan Carlos I de Economía.
Desde 1997 es miembro de la Academia Europea de Ciencias y Artes. Ganador del Premio Nacional de Investigación Pascual Madoz, en Derecho y Ciencias Económicas y Sociales en el 2006. Galardonado con el Premio Fundación BBVA Fronteras del Conocimiento 2009 en la categoría de Economía, Finanzas y Gestión de Empresas.
Entre abril del 2000 y diciembre del 2003, fue consejero de Universidades de Cataluña, con el gobierno de CiU, y consejero de Economía en el Gobierno de Artur Mas de 2010 a 2016.
En 2009 fue galardonado con el Premio Fundación BBVA Fronteras del Conocimiento en la categoría de Economía, Finanzas y Gestión de Empresas junto a Hugo Sonnenschein.
En noviembre de 2015 fue advertido por el Tribunal Constitucional, junto a otros veinte altos cargos de Cataluña, de la posibilidad de ser suspendido de sus funciones en caso de no acatar las resoluciones de ese Tribunal.
En 2025 era Chair del BIST (Barcelona Institute of Science and Technology). Institución financiada fundamentalmente por la Generalitat de Catalunya.